# Дубовий гай (заповідне урочище, Сарненський район, Ясногірське лісництво)
Дубо́вий Гай  — заповідне урочище в Україні. Розташоване в межах Сарненського району Рівненської області, на північний схід від села Ясногірка. 
Площа 7,7 га. Статус надано згідно з рішенням облради № 213 від 13.10.1993 року. Перебуває у віданні ДП «Клесівський лісгосп» (Ясногірське л-во, кв. 41, вид. 3). 
Статус присвоєно для збереження ділянки лісу з насадженнями дуба серед переважно соснового лісу. 